# نبرد قورباغه‌ها و موش‌ها

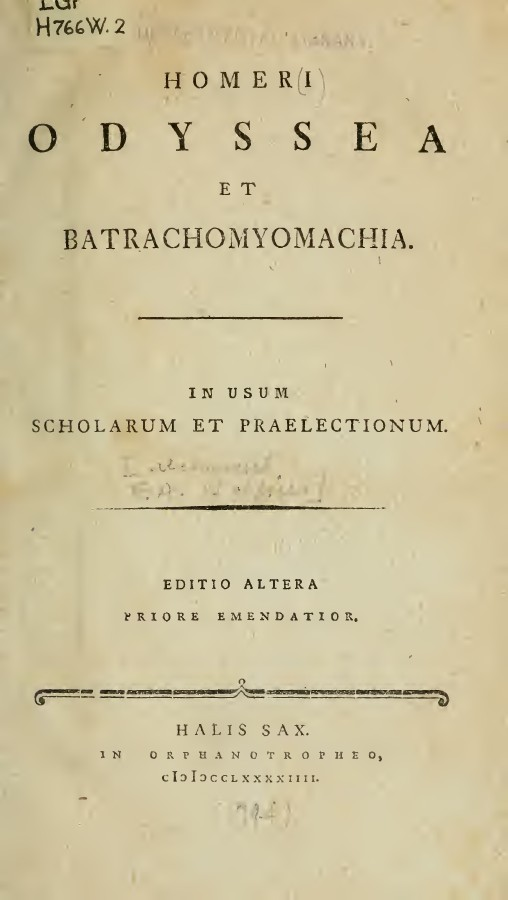
ادیسه ی هومر

نبرد قورباغه‌ها و موش‌ها (یونانی باستان: Βατραχομυομαχία، از βάτραχος، قورباغه، μῦς، موش و μάχη، نبرد) داستان مصور حماسی و تقلیدی هزل‌آمیز از ایلیاد که نویسنده آن ناشناس است و توسط رومیان به هومر نسبت داده شده‌است. اما بعید است پیش از قرن سوم قبل از میلاد سروده شده باشد. این نمایشنامه کمدی جنگ جانوران را به صورت حماسه‌ای پر نشاط توصیف می‌کند.
در اواسط قرون وسطا، رولنهاگن آن را با عنوان Froschmäusekrieg به آلمانی درآورده بود.

## خلاصه داستان
موشی که در حال نوشیدن آب از دریاچه‌ای است پادشاه قورباغه‌ها را ملاقات و پادشاه قورباغه‌ها او را به خانه‌اش دعوت می‌کند. قورباغه بر سطح دریاچه شنا می‌کند و موش بر پشت او می‌نشیند. آن‌ها ناگهان با مار آبی ترسناکی مواجه می‌شوند. قورباغه بلافاصله به درون آب می‌رود و موش را که بر پشتش نشسته است فراموش می‌کند. موش غرق می‌شود. موش دیگری که در ساحل دریاچه است پیشامد را می‌بیند و به دیگران اطلاع می‌دهد. موش‌ها برای انتقام گرفتن از پادشاه مجهز می‌شوند و قاصدی را همراه با پیغام آغاز جنگ نزد قورباغه‌ها می‌فرستند. قورباغه‌ها پادشاهشان را سرزنش می‌کنند و او پیشامد را انکار می‌کند. زئوس که در همان هنگام نظاره‌گر است، پیشنهاد می‌کند که هرکدام از خدایان از یکی از طرفین پشتیبانی کنند. او به خصوص آتنا را برای موش‌ها در نظر می‌گیرد. آتنا نمی‌پذیر و می‌گوید که موش‌ها در گذشته او را بسیار اذیت کرده‌اند. خدایان هم تصمیم می‌گیرند به‌جای آنکه خودشان را درگیر کنند، تنها نظاره‌گر باشند. جنگی به وقوع می‌پیوندد و موش‌ها پیروز می‌شوند. زئوس لشکری از خرچنگ‌ها را فرا می‌خواند تا جلوی تخریب کامل قوای قورباغه‌ها را بگیرند. موش‌ها که قدرت مقابله با خرچنگ‌ها را ندارند عقب‌نشینی می‌کنند و جنگ یک روزه در غروب خورشید به پایان می‌رسد.